# Guitarra preparada

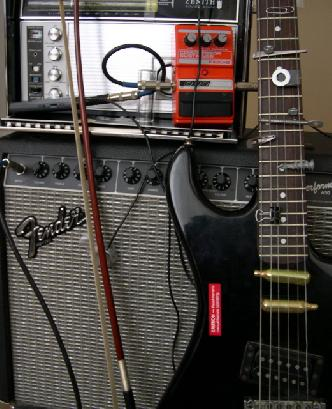
Una guitarra preparada.

Una guitarra preparada es una guitarra eléctrica cuyo sonido se ha alterado colocando objetos (preparaciones) en sus cuerdas. Inspirado por el piano preparado de John Cage, Keith Rowe comenzó a experimentar con su guitarra. En los años 1970 y 1980 Fred Frith y Sonic Youth utilizaron guitarras preparadas.

## Guitarristas famosos que utilizan guitarras preparadas
- Derek Bailey
- Glenn Branca
- Fred Frith
- Nikita Koshkin
- Yuri Landman
- Micachu
- Thurston Moore, Sonic Youth
- Lee Ranaldo, Sonic Youth
- Keith Rowe
- Lukas Lagos

## Literatura
- Prepared Guitar Techniques - Matthew Elgart e Peter Yates, 24p, 1990 California Guitar Archives, ISBN 978-0939297887 (en inglés)
- Nice Noise: Preparations and Modifications for Guitar - Bart Hopkin e Yuri Landman, FC, 72p, 2012 Experimental Musical Instruments (en inglés)